# Andaluzyt

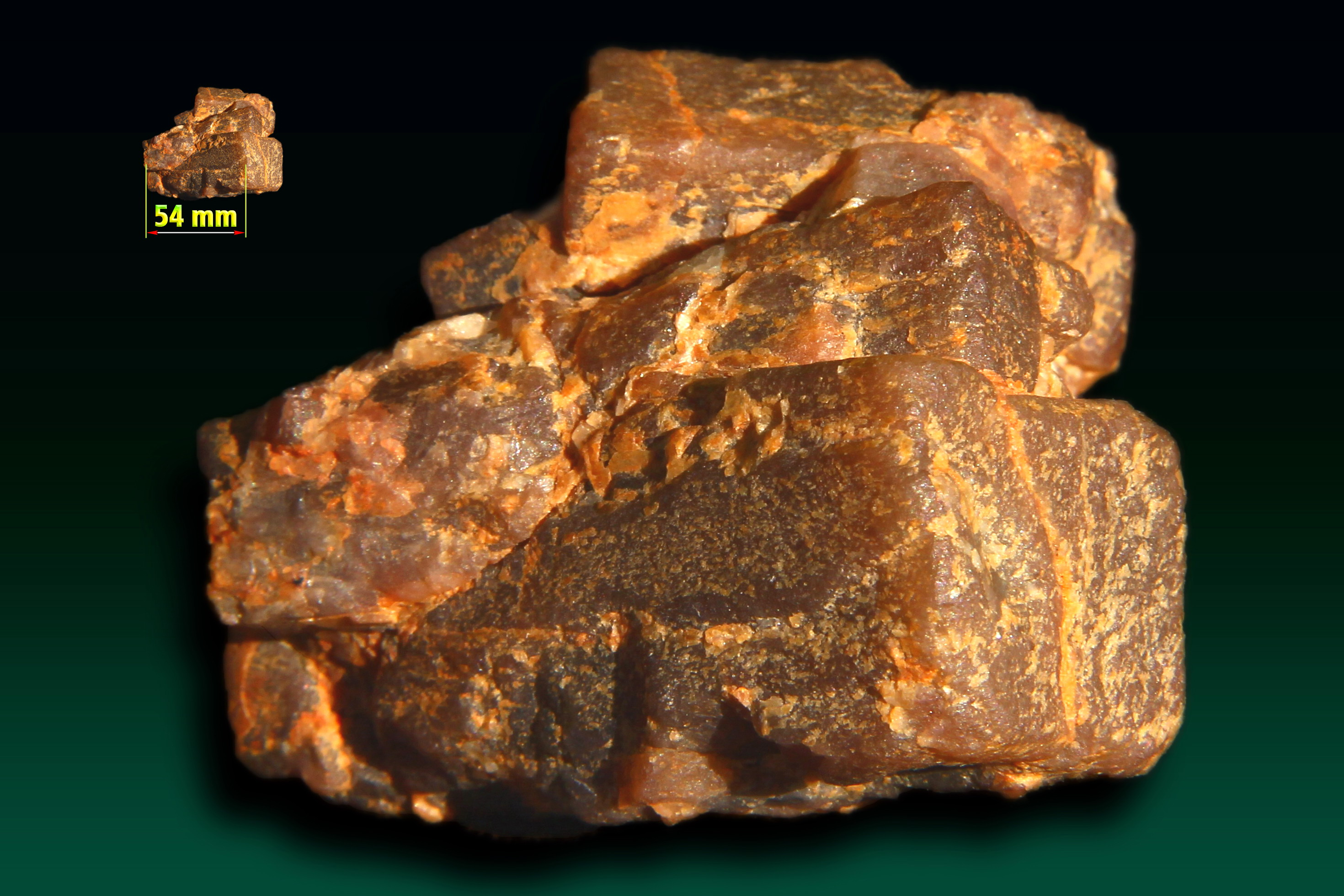
Andaluzyt - Cordoba, Hiszpania.

Andaluzyt – rzadki minerał należący do grupy krzemianów. Jego nazwa pochodzi od Andaluzji (Hiszpania), gdzie po raz pierwszy minerał ten znaleziono (Delamétherie 1798 r.).

## Właściwości
Tworzy różnej wielkości wydłużone kryształy – największe mają około 20 cm długości. Spotykany jest w formie skupień zbitych, ziarnistych, pręcikowych, promienistych. Występuje jako minerał wrosły, rzadziej jako szczotka krystaliczna. Wykazuje słabą fluorescencję. Podczas obracania lub zmiany oświetlenia wyraźnie widać silny pleochroizm: żółty, zielony, czerwony. Jest to minerał kruchy, przeświecający, najczęściej nieprzezroczysty. Nie rozpuszcza się w kwasach, nie topi się. Jest polimorficzny z dystenem, i sillimanitem. 

### Odmiany
- chiastolit (gr. Chiasmos = podobny do krzyża) – zawiera czarne, węgliste inkluzje układające się w kształt krzyża lub klepsydry, występuje w okolicach Santiago de Compostela (wykorzystywany do wyrobu pamiątek z pielgrzymek).

### Inne odmiany polimorficzne Al2O3• SiO2
- dysten (di – podwójny, sthenos – siła); odmiana niebieska – cjanit, odmiana szarobiała i biała - rhätizyt
- sillimanit; odmiana włóknista, spilśniona, wymieszana z kwarcem - fibrolit

## Występowanie
Minerał rzadki, występujący w skałach metamorficznych, np. łupkach ilastych zmienionych w hornfelsy w pobliżu granitoidowych intruzji. Występuje też w żyłach pegmatytowych i skałach okruchowych (w formie otoczaków). 
Miejsca występowania:
Występuje w USA - Kalifornia, Afryce Wschodniej (główne źródło andaluzytu przydatnego w jubilerstwie), Sri Lance - Mankoba, Mjanmie, Brazylia – Santa Teresa, Minas Gerais, Minas Novas, Rosja – Ural, Kazachstan, Australia.
W Polsce – spotykany na Dolnym Śląsku w masywie Karkonoszy i Strzegom–Sobótka, w Górach Sowich 

## Zastosowanie i znaczenie
- naukowe i kolekcjonerskie
- stosowany w jubilerstwie, największe okazy mają masę dochodząca do 100 ct (z kamieniami oprawionymi należy obchodzić się z dużą ostrożnością. W jubilerstwie kamienie cięte są w taki sposób, aby wykazywały różowe, prawie bezbarwne odcienie lub barwę zieloną w centrum, a zabarwienie brązowe na obrzeżu kamienia)
- wyrób specjalnej porcelany
- produkcja materiałów kwasoodpornych i ognioodpornych